# Thalassianthidae
Thalassianthidae Haddon, 1898 è una famiglia di celenterati antozoi dell'ordine Actiniaria.

## Ecologia
Questi anemoni di mare non ospitano alcuna varietà di pesci pagliaccio, ma sono stati associati ad alcune specie di gamberi commensali.
Tre specie di anemoni di mare appartenenti alla famiglia Thalassianthidae (Cryptodendrum adhaesivum, Heterodactyla hemprichii e Thalassianthus aster) contengono delle tossine peptidiche in grado di causare morte di alcuni granchi d'acqua dolce.

## Tassonomia
La famiglia comprende 4 generi:
- Actineria
- Cryptodendrum Klunzinger, 1877
- Heterodactyla Hemprich & Ehrenberg, 1834
- Thalassianthus